# نگین کرمان
نگین کرمان یک نشریه محلی در استان کرمان است که سه بار در هفته منتشر می‌شود. این نشریه در تابستان ۱۳۹۲ به دلیل آنچه "توهین به مقدسات و تبلیغ علیه نظام جمهوری اسلامی ایران" خوانده می‌شد، توقیف شد.
خبر توقیف نشریه نگین کرمان درحالی از سوی حمید اسحاقی، بازپرس شعبه سوم دادسرای عمومی و انقلاب کرمان، اعلام شد که سایت‌های محلی نزدیک به اصولگرایان کرمان صبح شنبه از تجمع شماری از اعضای «هیئت های مذهبی و حزب الله کرمان» در دفتر این نشریه گزارش دادند.

## توقیف
نگین کرمان در شماره روز ۲۳ مرداد ماه ۱۳۹۲، مطلبی با عنوان کشور خارج کجاست؟ منتشر کرده که این مطلب با خشم محافظه‌کاران استان کرمان مواجه شده‌است. دادستانی کرمان روز شنبه دوم شهریور ماه نشریه نگین کرمان را به دلیل انتشار طنز کشور خارج کجاست در ۲۳ مردادماه و با اتهام توهین به اسلام، قرآن، مقدسات و ارزش‌ها توقیف کرد.

## تجمع ها
افرادی از اقشار مذهبی کرمان از جمله روحانیان، مداحان، هیئت‌های مذهبی و حزب الله کرمان در مقابل دفتر نشریه نگین کرمان تجمع کردند. در این تجمع نمایندگان حزب الله و هیئت‌های مذهبی کرمان انتشار طنز "کشور خارج کجاست" را "توهین‌آمیز به قرآن،اسلام، ارزش‌ها و شهدا" توصیف کرده و به آن اعتراض کردند. گروهی نیز که خود را «فعال» فرهنگی و مذهبی می‌خواندند با تجمع مقابل دفتر این نشریه٬ خواستار برخورد با مسئولان آن شدند.